# Dombeya autumnalis
Dombeya autumnalis là một loài thực vật có hoa trong họ Cẩm quỳ. Loài này được Verd. mô tả khoa học đầu tiên năm 1966.